# Clube Desportivo dos Olivais e Moscavide
Clube Desportivo dos Olivais e Moscavide je portugalski nogometni klub iz gradića Moscavide. Klub je utemeljen 1912. godine.
Predsjednik je (stanje listopad 2006.) José Caldeira.
Trener je (stanje listopad 2006.) Angolac Rui Miguel das Neves Dias.
Svoje utakmice klub igra na igralištu Estádio Alfredo Marques Augusto, kapaciteta 7000 gledatelja.
U sezoni 2006/07., sudjeluju u Ligi de Honri.
Klupske boje su (prema grbu) smeđa i žuta.
Dresovi su i bijeli, s crvenim rubom, bijeli rukavi s gornjom crvenom stranom. 

## Vanjske poveznice
- Klupske stranice